# 니이카와 오리베
니이카와 오리베(일본어: 新川 織部, 1988년 7월 16일 ~ )는 일본의 전 축구 선수이다.

## 구단 경력
과거 나고야 그램퍼스, FC 류큐에서 활동하였다.